# سرگئی سوروویکین
سِرگِئی سورُویکین (انگلیسی: Sergey Surovikin؛ زادهٔ ۱۱ اکتبر ۱۹۶۶) ارتشبد نیروهای مسلح روسیه است، که در فاصله سال‌های ۲۰۱۷ تا ۲۰۲۳ فرماندهی نیروی هوافضای روسیه را برعهده داشت. او هم‌اکنون به‌عنوان رئیس کمیته هماهنگی پدافند هوایی کشورهای مستقل مشترک‌المنافع فعالیت می‌کند. 
وی فعالیت نظامی را از سال ۱۹۸۷ در نیروی زمینی شوروی آغاز کرد و تاکنون برندهٔ جوایزی همچون قهرمان فدراسیون روسیه، نشان ستاره سرخ و نشان سنت جورج شده‌است. سورُویکین از اکتبر ۲۰۲۲ تا ژانویه ۲۰۲۳ فرمانده کلیه نیروهای مسلح روسیه در تهاجم روسیه به اوکراین بود.